# Palazzo Pálffy
Il palazzo Pálffy (in slovacco Pálffyho palác o  Pálfiho palác) è un edificio, in stile neoclassico, sito nella città vecchia di Bratislava, su via Panská, vicino a piazza Hviezdoslav. Il palazzo è stato edificato sul sito di un edificio precedente, che fino alla metà degli anni 1858, era la sede del comitato di Pozsony. Dopo che la sede venne spostata altrove, venne ricostruito, in stile neoclassico, dalla famiglia Pálffy, che era ereditaria del comitato di Pozsony.
Dopo la ricostruzione degli anni 1980, oggi ospita tre collezioni permanenti della Galleria cittadina di Bratislava ed esposizioni temporanee.